# Scopula dotina
Scopula dotina är en fjärilsart som beskrevs av Louis Beethoven Prout 1938. Scopula dotina ingår i släktet Scopula och familjen mätare. Inga underarter finns listade.